# SCM Universitatea Craiova
El SCM CSU Craiova es un equipo de baloncesto rumano con sede en la ciudad de Craiova, que compite en la Liga Națională, la máxima competición de su país. Disputa sus partidos en la Sala Polivalenta Craiova, con capacidad para 4215 espectadores.

## Nombres
- CSM Universitatea Craiova - 2007-2008
- CSM Craiova -  2008-2009
- SCM CSU Craiova -  2009-

## Posiciones en liga
- 2008 (B)
- 2009 (12-A)
- 2010 (15)
- 2011 (13)
- 2012 (11)
- 2013 (4)
- 2014 (7)
- 2015 (11)

## Jugadores destacados
| - Trevor Harvey - Josip Naletilic - Sasha Topchov - Stephen Ross - Petar Babic - Reinar Hallik - Sten-Timmu Sokk - Mahamoud Jabbi - Radomir Marojevic - Nikola Vučurović - Aleksandar Belanovic - Marko Boltic - Nikola Djurasovic - Radovan Dragović | - Rade Dzambic - Darko Habus - Zoran Krstanović - Nemanja Maric - Darko Matic - Dusan Milicic - Vladimir Milosevic - Ivan Miskovic - Danilo Mitrovic - Milos Nisavic - Nikola Otovic - Nikola Stojakovic - Branislav Tomic - Uros Velickovic | - Vladimir Vlaskovic - Bilal Abdullah - Melvin Baker - Menelik Barbary - O'Darien Bassett - Travis Bureau - LeRoy Dawson - Donte Gennie - Kerry Gibson - Brock Gillespie - Evan Harris - Sidney Holmes - Jermont Horton - Levi Levine | - Tommie Liddell - Bryan McCullough - Tyrone Mitchell - DeWayne Morris - LeVar Seals - Kenneth Simms - James Tyler - Casey Wohlleb - Ronell Wooten - Joseph Works - Mahmoud Abdul-Awwel |